# August Kruckow
August Carl Kruckow (* 25. Dezember 1874 in Grevenbroich; † 23. September 1939) war ein deutscher Ministerialbeamter.

## Leben
Nach der Ausbildung zum Fernmeldetechniker trat er in den Dienst der Reichstelegraphenverwaltung. Am 10. Juli 1908 wurde er Leiter des in Zusammenarbeit mit der Firma Siemens & Halske in Hildesheim errichteten und in Betrieb genommenen ersten öffentlichen Telefon-Wählamtes Deutschlands.
1920 stieg er als Postdirektor zum Präsidenten des Telegraphentechnischen Reichsamtes, des späteren Reichspostzentralamtes auf. Dieses entstand durch eine Zusammenlegung mehrerer Einrichtungen der Reichspost, zu der unter anderen das „Telegraphenversuchsamt“, „Telegraphenapparateamt“, „Fernsprechlinienbüro“ und „Funkbetriebsamt“ gehörten. 1928 wurde das „Telegraphentechnische Reichsamt“ wiederum in „Reichspostzentralamt“ umbenannt. Im „Reichspostzentralamt“ waren die Mitarbeiter auch mit Forschungsaufgaben beschäftigt, wobei die Entwicklung und Beschaffung von technischen Innovationen und Einrichtungen des Post-, Telegrafen-, Telefon- und Funkwesens im Zentrum des Interesses stand. In besonderem Maße hatte sich Kruckow der Ausbildung des vollautomatischen Fernsprechverkehrs zugewandt.
Zwischen 1928 und 1933 war er auch Mitglied und zuletzt für kurze Zeit zwischen Januar und März 1933 auch Vorsitzender des Verwaltungsrates der Reichs-Rundfunk-Gesellschaft (RRG).
1929 wurde er zunächst Ministerialdirektor im Reichspostministerium. 1932 erfolgte dann seine Ernennung zum Staatssekretär im Reichspostministerium als Nachfolger des in den Ruhestand verabschiedeten Ernst Feyerabend.
Am 15. Februar 1933 wurde er als Nachfolger von Hans Bredow auch Reichsrundfunkkommissar. Bereits am 22. März 1933 wurde aufgrund der Einigung von Reichspostminister Paul Freiherr von Eltz-Rübenach mit dem Reichsminister für Volksaufklärung und Propaganda Joseph Goebbels der Rundfunk aus dem Zuständigkeitsbereich des Post- in den des Propagandaministeriums überführt. Kruckow selbst wurde noch am gleichen Tag in den vorzeitigen Ruhestand verabschiedet.

## Veröffentlichungen
- Die Selbstanschluß- und Wählereinrichtungen im Fernsprechbetriebe. Braunschweig, 1911
- Ernst Feyerabend, Hugo Heidecker, Franz Breisig, August Kruckow (Hrsg.): Handwörterbuch des elektrischen Fernmeldewesens. Erster Band: A–K; Zweiter Band: L–Z; Springer, Berlin 1929
- Der Fernsprech-Selbstanschlussbetrieb – wie ich ihn erlebte. Berlin 1936